# Francesco Savanni

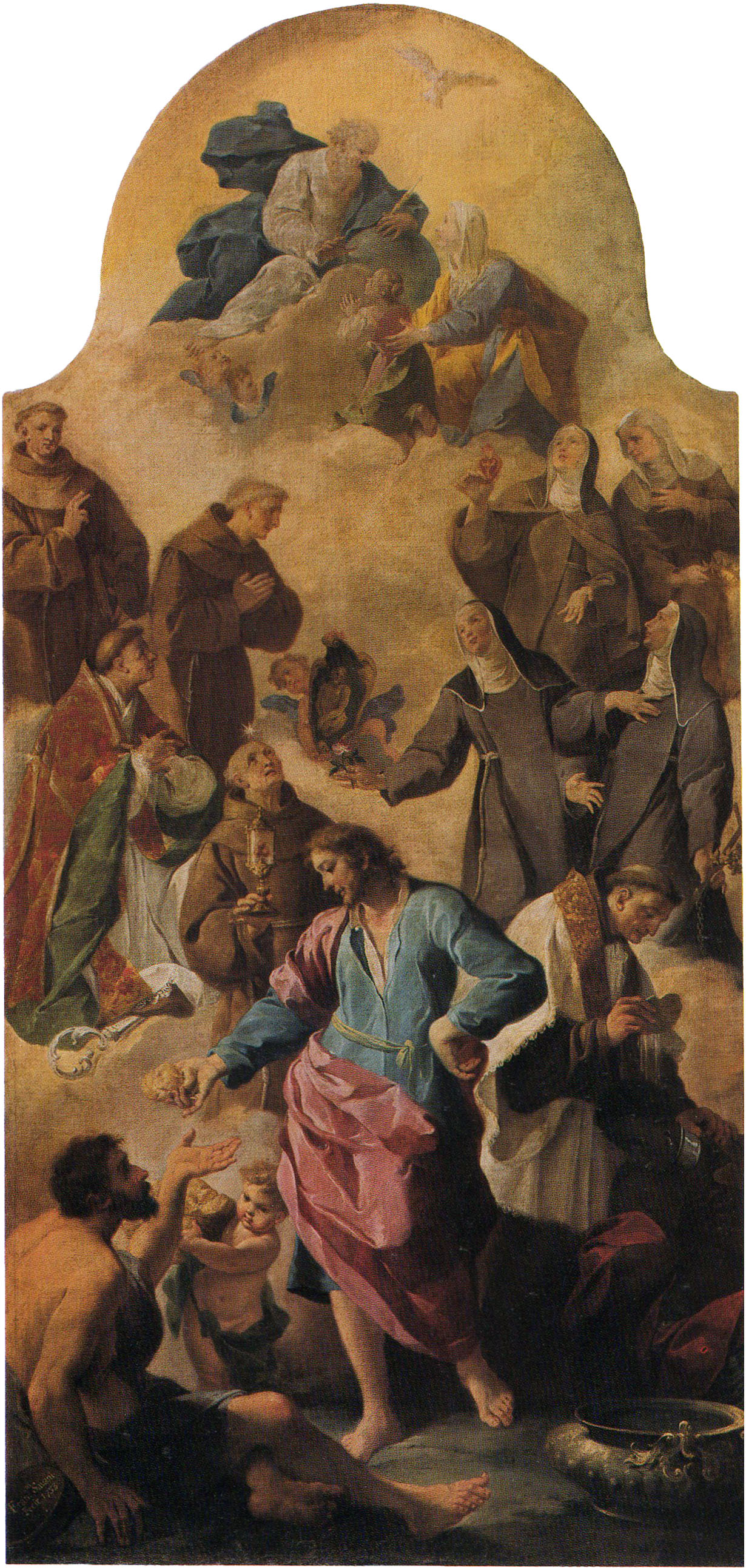
Francesco Savanni, Pala dei Fornai, chiesa di San Giuseppe, Brescia

Francesco Savanni o Savani (Brescia, 1724 – Brescia, 4 maggio 1772) è stato un pittore italiano attivo nel XVIII secolo nel territorio della provincia di Brescia.

## Biografia
Nacque a Brescia nel 1724 e, secondo le fonti, fu un artista precoce dotato di decisa naturale inclinazione alla pittura che lo distolse dagli studi letterari e scientifici ai quali il padre lo aveva destinato presso la scuola dei Gesuiti.
Allievo della scuola del bresciano Angelo Paglia e di Francesco Monti che a Brescia affrescò la Chiesa della Pace, Savanni produsse molte opere per le chiese e i palazzi signorili di Brescia. Visse una vita povera, dissoluta e trascinato nella rovina da una prostituta, morì all'ospedale di Brescia il 4 maggio 1772 a soli 49 anni d'età.
La pittura del Savanni coniugò con semplicità aspetti classicisti e naturalistici sulla scia di Antonio Balestra e di Giambettino Cignaroli e per la sua bravura fu lodato da Giovanni Battista Tiepolo, il principe della pittura italiana del Settecento, che sostando a Coccaglio di ritorno dalla Spagna ebbe modo di ammirare presso la chiesa parrocchiale una sua opera, la Beata Vergine del Patrocinio.

## Opere

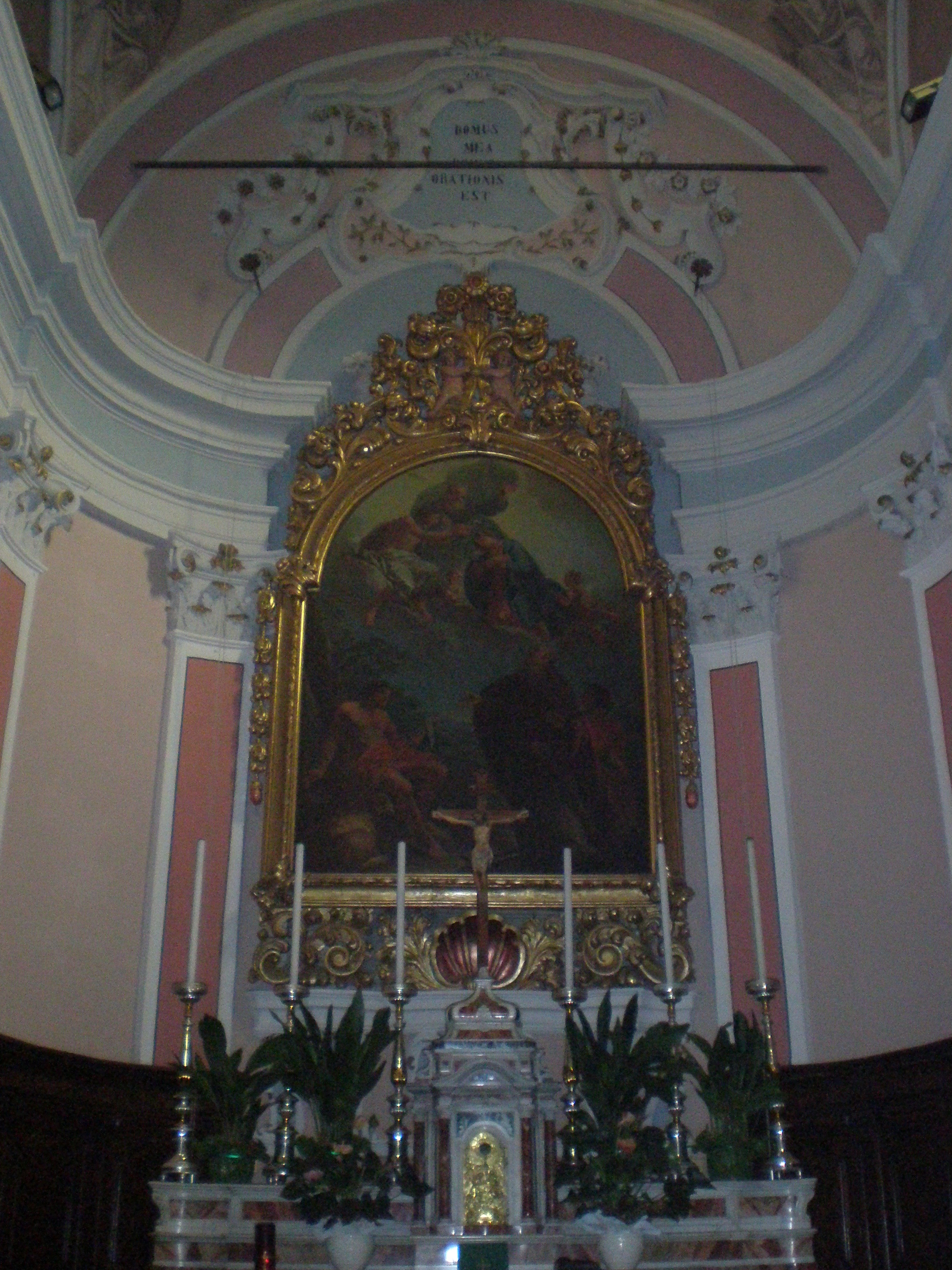
Incoronazione della Vergine con San Giovanni Battista, Sant'Antonio abate e San Lorenzo, 1763, chiesa parrocchiale Sant'Antonio abate di Magasa

Nota: elenco incompleto e non rispetta cronologicamente la produzione artistica di Francesco Savanni.
- Donna che presenta un bambino, chiesa parrocchiale, Bagolino
- Francescano rimasto illeso dal crollo d'un muro, chiesa parrocchiale, Bagolino
- Incoronazione della Beata Vergine, chiesa parrocchiale, Bagolino
- Liberazione d'una ossessa (su disegno di G.B. Carboni), chiesa parrocchiale, Bagolino
- Nascita di Gesù (paese del Bontempi), chiesa parrocchiale, Bagolino
- Un moribondo (disegno di Giovanni Segala), chiesa parrocchiale, Bagolino
- Un soldato catturato per sospetto di spionaggio, chiesa parrocchiale, Bagolino
- Pala dei Fornai, chiesa di San Giuseppe, Brescia[2]
- San Giuliano dispensa il vitto ai poveri, 1753, convento di San Giuseppe, Brescia
- San Guglielmo dispensa commestibili ai poveri, 1753, Museo diocesano, Brescia[3]
- Affreschi nel palazzo Appiani, poi Arici, 1762, Brescia
- Battesimo di Gesù, chiesa di San Lorenzo, Brescia
- Beata Vergine col Bambino e san Filippo Neri, chiesa di Santa Maria ad Elisabetta, Brescia
- Aggiunte alla Madonna col Bambino tra i santi Francesco e Antonio da Padova di Pietro Avogadro, chiesa di San Carlo, Brescia
- Redentore morto tra le Marie, chiesa di San Giorgio, Brescia
- Ultima cena, parrocchiale di Fiumicello, Brescia
- Figure affrescate nel volto e una serie di ex voto scomparsi, chiesa di Santa Maria del Patrocinio, Brescia
- Madonna col Bambino e i santi Domenico, Faustino e Giovita, 1754, chiesa parrocchiale, Cazzago San Martino
- Madonna col Bambino, i santi Siro, Stefano e Reparata, 1771, chiesa parrocchiale, Cemmo
- Deposizione, sala del Teatro, Ciliverghe[4]
- Gastone di Foix e i Mazzuchelli trattano la pace a Verona, 1755, villa Mazzucchelli, Ciliverghe
- Vergine del patrocinio col bambino dinnanzi alla Trinità, in basso le quattro parti del mondo, 1757, chiesa parrocchiale, Coccaglio
- San Vincenzo Ferreri e altri santi, chiesa parrocchiale, Concesio[5]
- Madonna incoronata e i santi Faustino e Giovita, 1750, chiesa della Disciplina, Corticelle Pieve
- Madonna col bambino e sant'Antonio abate, 1765, chiesa parrocchiale, Cossirano
- Affresco Battesimo di Gesù in collaborazione con Fabrizio Galliari, chiesa della Santissima Trinità, Crema
- Affresco Santissima Trinità in collaborazione con Fabrizio Galliari, chiesa della Santissima Trinità, Crema
- Affresco Trasfigurazione in collaborazione con Fabrizio Galliari, chiesa della Santissima Trinità, Crema
- San Francesco di Sales consegna la regola alla santa Giovanna Francesca di Chantal, chiesa delle suore del Sacro Cuore, Darfo
- Affresco Cristo caccia i profanatori dal tempio, chiesa parrocchiale, Dello[6]
- Assunzione della beata Vergine, chiesa di Santa Maria Assunta, Dosso di Marmentino[5]
- Deposizione, chiesa parrocchiale, Fiumicello
- Incoronazione della Vergine con San Giovanni Battista, Sant'Antonio abate e San Lorenzo, 1763, chiesa parrocchiale Sant'Antonio abate, Magasa
- Consegna delle chiavi a Pietro e i quattro evangelisti, cappella di villa Lechi, Montirone
- Gesù scaccia i mercanti, chiesa parrocchiale, Nave
- Santi Francesco e Carlo Borromeo in adorazione del santissimo sacramento, chiesa parrocchiale, Offlaga
- Evangelisti nei peducci, chiesa parrocchiale, Tavernola Bergamasca
- Gloria di santa Maria Maddalena, chiesa parrocchiale, Tavernola Bergamasca
- Medaglie della volta, chiesa parrocchiale, Tavernola Bergamasca
- Madonna col Bambino e san Luigi G., chiesa parrocchiale, Urago Mella
- Madonna col bambino venerata dai santi Pietro e Paolo, chiesa parrocchiale, Verolavecchia
- Ultima cena, 1771, chiesa parrocchiale, Verolavecchia
- Sacramento, chiesa dei Santissimi Pietro e Paolo, Verolavecchia
- Tenue eredità, 1772, chiesa parrocchiale, Villa Carcina
- Bozzetto su tela Beata Vergine col Bambino e i santi Faustino, Giovita e Domenico, collezione Lechi[7] (opera scomparsa nel saccheggio)
- Tela Venerabile Maria Maddalena Martinengo da Barco, mezza figura al naturale con crocefisso in mano, collezione Lechi (opera scomparsa nel saccheggio)